# Manoir (entreprise)
Manoir, anciennement Manoir Industries, est une entreprise française spécialisé dans la métallurgie, située à Pîtres (Eure). Elle développe des alliages et exploite des procédés pour la fabrication de pièces métalliques à haute performance, moulées et forgées pour les marchés de la pétrochimie, du nucléaire, de l'énergie et de la défense.
L'usine de Pîtres est une fonderie d'acier fondée en 1917 par la Société des hauts fourneaux, forges et aciéries de Pompey, qui devient plus tard les Aciéries du Manoir-Pompey. Elle se développe et devient le groupe international Manoir Industries, employant 1 400 personnes sur sept sites en France, au Royaume-Uni, en Inde et en Chine, avant son démantèlement en 2021.

## Historique

### La fonderie d'acier du Manoir
La fonderie d'acier du Manoir, du nom du hameau du même nom, est créée en 1917 à Pîtres, par la Société des hauts fourneaux, forges et aciéries de Pompey. Cette dernière fut fondée en 1872 par Auguste Dupond et Alphonse Fould pour exploiter une usine sidérurgique dans le village de Pompey près de Nancy en remplacement des Forges d'Ars-sur-Moselle vendues en 1873 à la suite de l'annexion de la Moselle par l'Allemagne. Lors de la Première Guerre mondiale, face à l'avancée des troupes allemandes, la société nancéienne décide en 1916 de replier son activité loin de la ligne de front. Elle fait le choix de s'implanter à Pîtres sur un site qui bénéficie de connexions à des axes de circulation majeurs, fluviales via la Seine, routiers et ferroviaires avec la ligne de chemin de fer Paris-Rouen-Le Havre.
La fonderie du Manoir démarre avec un effectif de 255 ouvriers et produit principalement de matériel ferroviaire jusqu'en 1932. La crise économique de 1933 impose une diversification de la production. L'usine s'oriente alors vers la construction d'engins de levage, la construction navale et le pétrole.
Pendant la Seconde Guerre mondiale, l'usine fonctionne sous le contrôle de l'armée allemande. Après-guerre, elle produit 300 tonnes d'alliages d'acier par mois grâce à de nouveaux fours à arc électrique. Henri de Costier (de), champion de course automobile dans les années 1920, fut un des premiers patrons d'après-guerre. La fonderie du Manoir comprend alors un atelier de modelage travaillant à partir du bois, une aciérie équipée de fours électriques, une fonderie dédiées au moulage des pièces et un atelier d'usinage équipé de machines-outils diverses.
Au début des années 1950, le site connaît de lourdes transformations pour se lancer dans la fabrication de moules en acier inoxydable réfractaire et pour développer la production d'aciers spéciaux. L'usine s'implante dans les secteurs de la robinetterie industrielle et de l'armement. De nouveaux bâtiments sont construits sur une surface de 13 500 m2. L'effectif de l'usine passe à 510 personnes. L'entreprise et la société d'économie mixte des logements de l'Eure mettent en œuvre un programme de 72 logements collectifs, destinés à faciliter l'accession à la propriété pour les employés. 
À la fin des années 1960, l'usine réalise des pièces en acier moulé dans pratiquement toutes les techniques de moulage (cire perdue ou céramique) et tous les alliages. Elle se spécialise alors dans la fourniture de tubes, vannes et éléments de pompe pour la pétrochimie et le nucléaire (pièces internes des réacteurs, tuyères, etc.). En 1968, M. Cazettes de Saint-Léger, alors président de la Société, devenue entre temps les Aciéries du Manoir-Pompey confie la direction à Roger Hubert, ingénieur dans l'usine depuis 12 ans.

### Manoir Industries: un groupe international
L'entreprise devient le groupe Manoir Industries à la suite de l'acquisition de différents sites métallurgiques en France, notamment les forges de Custines et de Bouzonville. En 1994, Manoir Industries s'étend à l'international avec une joint-venture en Chine, Manoir-Yantai Industries, devenue Yantai Manoir en 2006. En 1995, l'usine du Manoir emploie 418 personnes et occupe 52 000 m2 de surface bâtie. Elle produit alors une large gamme d'aciers alliés élaborés au four à arc électrique et à induction haute fréquence et fabrique des pièces métalliques à haute performance, moulées et forgées. Ses marchés, qui viennent à 65 % de l'international, sont la pétrochimie, le nucléaire, l'extraction du pétrole, les travaux publics, l'énergie, le poids lourd, la défense et l'aéronautique. La même année, Manoir Industries fusionne avec Sambre et Meuse qui possède des fonderies à Feignies, près de Maubeuge (Nord), et à Saint-Brieuc,.
En 1997, l'industriel Strafor-Facom cède Manoir Industries au terme d'un LBO à un groupe d'investisseurs financiers dont la Hong Kong & Shanghai Bank. En juillet 1999, le fonds d'investissement Partenaires Gestion, filiale de Lazard Frères, reprend le groupe Manoir Industries. En 2000, le groupe veut se rationaliser et lance des plans sociaux : 255 emplois sont menacés à Feignies sur un effectif de 453 personnes. À l'usine de Bourges, 137 emplois sont supprimés. Au contraire, le groupe renforce ses deux grosses usines d'Outreau dans le Pas-de-Calais (40 emplois nouveaux sur 387) et de Pîtres dans l'Eure (47 recrutements pour un effectif de 426 personnes).
En juin 2005, Manoir Industries est racheté par Fin'Active, société de fonds de pension américains. Le groupe possède alors 2 800 salariés au sein de quatre fonderies à Outreau (Pas-de-Calais), Pîtres (Eure), Saint-Brieuc (Bretagne), Seneffe (Belgique), et cinq forges, dans l'Est de la France à Bouzonville, Custines, Bar-sur-Aube et Bologne et à Parthenay (Deux-Sèvres). Il réalise un chiffre d'affaires de 280 millions d'euros. En février 2007, le groupe est racheté par le fonds américain Sun Capital Partners. En 2008, Hi-Tech Fabrication, expert britannique en soudage, rejoint le groupe et en 2010, ce fut le tour de Kartik Steels, une fonderie située à Chennai en Inde et spécialisée dans les supports de tubes de fours de pétrochimie.

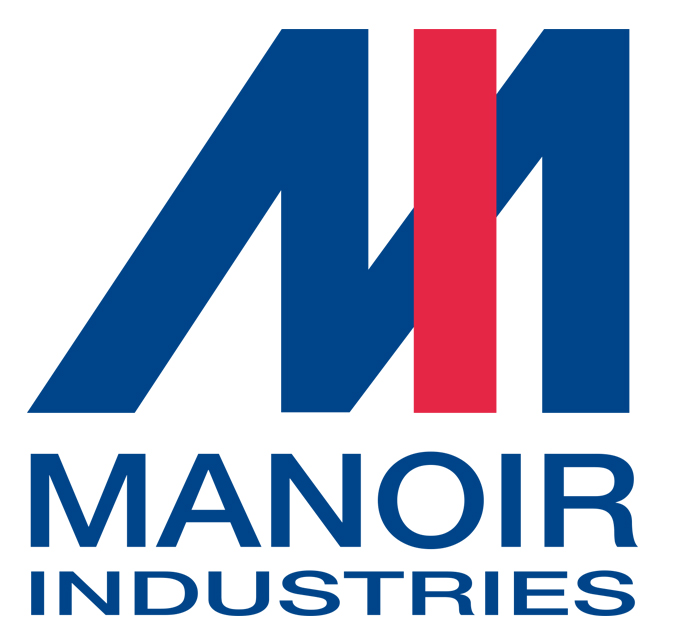
Ancien logo de Manoir Industries.

En février 2013, le groupe chinois Yantai Taihai, leader du nucléaire civil en Chine, rachète les activités de Manoir Industries dédiées au nucléaire, à la pétrochimie, au ferroviaire et au BTP, représentant 220 millions d'euros de chiffre d'affaires. Ces activités emploient 1 700 personnes sur huit sites industriels, dont cinq en France. L'activité aéronautique via Manoir Aerospace est donc séparée du reste du groupe et est rachetée en 2014 par le groupe industriel Lisi du Territoire de Belfort. Cette division a réalisé en 2013 un chiffre d'affaires de 164 millions d'euros et employait 1 100 salariés répartis sur trois sites en France, en Belgique et au Mexique.
En juillet 2014, Manoir Industries fait l'acquisition d'Engrenages Ribaut, acteur renommé dans l'usinage et le taillage d’engrenages, qui intègre la division Manoir Forging Solutions sous le nom de Manoir Engrenages. En 2016, Manoir Industries, avec son actionnaire chinois Yantai Taihai, rachète l'entreprise normande CTI Groupe à hauteur de 60 % du capital. CTI, qui réalise un chiffre d'affaires de 50 millions d'euros, est présent sur les marchés du nucléaire, de la pétrochimie et de l'agroalimentaire. Il compte 400 salariés sur trois sites : CTI ACDN à Agneaux (Manche), CTI ACPP à Digulleville (Manche) et CTI Agriandre à Conches-en-Ouche (Eure).

### Difficultés financières et démantèlement du groupe
L'actionnaire chinois Yantai Taihai étant fortement endetté et débiteur auprès de CAM SPC, un fonds d'investissement hongkongais, ce dernier reprend Manoir Industries en juin 2020. Ce nouvel actionnaire promet alors de verser 20 millions d'euros à l'entreprise, qui a des besoins urgents de financements, d'ici la fin de l'année mais n'honore pas ses engagements.
Manoir Industries, qui emploie 1 088 salariés début 2021, étant en situation de cessation de paiement, le tribunal de commerce de Rouen (Seine-Maritime) place le 23 février 2021 les filiales normandes de Manoir Industries via CTI Management en redressement judiciaire, dans le but de poursuivre la recherche de repreneurs. Deux jours plus tard, le tribunal de commerce de Paris place à son tour deux autres filiales du groupe (Manoir Pîtres et Manoir Engrenages) en redressement judiciaire. Le 18 mai, la reprise de Manoir CTI ACDN, filiale située à Agneaux (Manche), par le spécialiste de tuyauterie et chaudronnerie Monteiro, associé à JD Corp, est validée par le tribunal de commerce de Rouen. Ils reprennent 76 salariés sur 92. Le 25 mai, le tribunal valide également la reprise du site Manoir ACPP de Digulleville (Manche) par le chaudronnier nancéien Fives Nordon et de 162 des 219 salariés. Dans le même temps, il prononce la liquidation judiciaire de Manoir Agriandre (45 salariés), situé à Conches-en-Ouche (Eure) et spécialisé dans les pièces de chaudronnerie en acier et inox. Le tribunal de commerce de Paris valide le 11 juin la reprise du site Manoir Bouzonville (Moselle) par le stéphanois Setforge (Farinia Group) qui conserve 104 des 154 emplois. Le site Manoir Engrenages de Chaumontel (Val-d'Oise) est repris par le belge Grimonprez Transmission Gears qui reprend 27 des 33 salariés. Le tribunal de commerce de Paris approuve finalement le 30 septembre le plan de redressement de Manoir Pîtres (Eure), avec ses 438 salariés, proposé par l'actionnaire CAM SPC. Ce dernier n'aura donc gardé que la principale filiale du groupe, désormais démantelé. Il s'est engagé à investir 50 millions d'euros dans l'entreprise.
En 2022, la préfecture de l'Eure sanctionne l’entreprise pour manquements à ses obligations de contrôle de pollution. En 2017, les rejets atmosphériques de l’usine de Pîtres dépassent la norme autorisée de 9 fois pour le chrome, de 48 fois pour le nickel, de 8 fois pour le manganèse et de 3 fois pour le plomb.
En 2024, après s'être placée fin mars sous la protection du tribunal de commerce de Paris dans l'espoir de trouver un nouvel actionnaire, Manoir Industries est repris par le métallurgiste britannique Paralloy, qui fût déjà un temps candidat à la reprise en 2021, après l'autorisation du tribunal le 20 juin. Paralloy prévoit d'investir entre 30 et 40 millions d'euros à horizon 2030 dans l'entreprise normande.

## Marchés
Les marchés servis par Manoir Industries sont ceux qui exigent résistance et fiabilité à toute épreuve, pour des pièces très sollicitées (mécanique, température, corrosion, abrasion, fatigue, etc.) tels que la pétrochimie, le nucléaire, l’extraction du pétrole, l’énergie, le ferroviaire, l’armement, les travaux publics, le matériel de mine, le poids lourd, le tracteur, la sidérurgie et l’aéronautique.
- Pétrochimie : production de tubes par centrifugation pour le reforming et le craquage pour des fours d’éthylène, ammoniaque, méthanol et hydrogène.
- Nucléaire : produits moulés : coudes, corps de pompe, corps de vanne, tubes avec piquage, boucles de circuits primaires et produits forgés : tubes, corps de vanne, trous d’hommes, pièces pour l’alimentation de l’eau, échangeur de chaleur et différents composants, etc. Des composants Manoir sont dans toutes les centrales françaises et dans les centrales en Chine, Corée du Sud, Afrique du Sud, Belgique et au Royaume-Uni.
- Oil&Gas : pièces moulées et forgées pour l’extraction du pétrole et le gaz de schiste
- Travaux publics : composants forgés pour excavatrices, chargeuses, camion de chantier
- Matériel de mine : composants forgés pour camions, pièces de soutènement, raclettes
- Transport : composants forgés pour les poids lourds professionnels et le ferroviaire
- Sidérurgie : radiants et tubes
- Aéronautique : composants forgés certifiés pour les hélicoptères et des composants pour les trains d’atterrissage, fabriqués sur le site de Bar-sur-Aube (Manoir Aerospace), repris en 2014 par LISI Aérospace)[9].

## Procédés de fabrication
Les métiers du groupe Manoir Industries sont ceux de la fonderie d’acier (sable, centrifugation), de la forge (estampage, extrusion, soudage) et la réalisation de composants prêts à l’emploi en mettant en œuvre, le taillage de denture, l’usinage, le traitement de surface, la peinture, les revêtements spéciaux et l’assemblage.
En forge ou en fonderie, les produits de morphologies variées conçus avec une large gamme d’acier font l’objet de contrôles répondant à toutes les exigences de nos clients : accélérateur linéaire, radiographie cobalt, iridium, ressuage, magnétoscopie, contrôles ultra-sons, dimensionnel, laboratoire d'essais mécaniques, etc.
La division Manoir Petrochem & Nuclear composée des usines de Pîtres, Burton-on-Trent, Yantai et Chennai conçoit et fabrique des produits de haute technologie pour des températures et des pressions élevées dont le centre d’excellence est à Pîtres, développeur historique d’alliages à haute température et garant du procédé et de la qualité pour l’ensemble des sites.
La division Manoir Forging Solutions avec la forge de Bouzonville et Manoir Engrenages proposent toutes les opérations d’estampage, d’extrusion, de taillage de denture, d’usinage et de contrôles pour des composants soumis à des conditions extrêmes (nucléaire, armement, exploration du pétrole et gazière, mine, travaux publics, poids lourds, tracteur, aéronautique, etc.).